# Standard Interchange Language
Standard Interchange Language (SIL)  - мовний стандарт з обміну даних, що його розробила компанія Food Distribution Retails Systems Group (FDRSG), щоб впорядкувати обмін інформацією між різними комп'ютерними програмами. Є підкласом SQL (Structured Query Language) і діє як стандарт інтерфейсу для передачі даних між комп'ютерними системами приватних магазинів, як наприклад DSD (Direct Store Delivery), і точкою продажу (місцем касира) POS (Point Of Sale). Цю систему введено 1989 року в США.